# Penguin
Penguin (ang. pingwin) – norweski przeciwokrętowy pocisk rakietowy zbudowany przez Kongsberg Defence & Aerospace w wersjach do wystrzeliwania z okrętów nawodnych, samolotów i śmigłowców. Przyjęty do uzbrojenia w wielu krajach, także Stanów Zjednoczonych pod oznaczeniem AGM-119 Penguin. Jest to pierwszy zachodni pocisk przeciwokrętowy naprowadzany pasywnie termicznie (na źródło podczerwieni), w przeciwieństwie do innych konstrukcji tego typu używających do naprowadzania technologii radiolokacyjnej. Penguin jest również pierwszym pociskiem przeciwokrętowym typu wystrzel i zapomnij.
Pocisk Penguin został zaprojektowany na początku lat 60. do wystrzeliwania z wyrzutni pokładowych okrętów norweskich i miał służyć jako broń obronna przed atakiem z morza. Pierwsza wersja Penguin Mk I weszła do służby w marynarce wojennej Norwegii i Turcji w 1972 roku, a w 1980 pojawiła się wersja Penguin Mk II wprowadzona do uzbrojenia w siłach zbrojnych Norwegii, Grecji i Szwecji. Do tej pory pocisk był wielokrotnie modyfikowany w ramach projektu rozwojowego uzbrojenia przeciwokrętowego.
Penguin posiada bezwładnościowy system nawigacyjny (INS) umożliwiający programowanie wielu profili lotu w taki sposób, że pocisk jest zdolny do omijania przeszkód, manewrowania między wyspami i atakowania celu z innego kierunku niż został wystrzelony. Taki sposób ataku pozwala uniknąć zdradzenia pozycji wystrzeliwującego pocisk okrętu lub śmigłowca, a także umożliwia trafienie w cel z najmniej spodziewanego kierunku lub w najbardziej newralgiczną część okrętu. Pułap lotu pocisku zależy od terenu nad jakim się porusza i jest dość wysoki nad lądem, co pozwala łatwiej omijać przeszkody terenowe, i bardzo niski nad powierzchnią wody dzięki czemu jest on trudniejszy do wykrycia i może trafiać tuż nad linią wodną okrętu. Zmodyfikowana głowica bojowa jest wyposażona w zapalnik zwłoczny powodujący detonację wewnątrz kadłuba okrętu. System naprowadzający pocisku Penguin jest trudny do zakłócenia i stąd charakteryzuje się on dużą skutecznością.
Obecnie produkowane są dwie wersje pocisku: Mk II Mod 7 przeznaczony do wystrzeliwania z jednostek nawodnych i śmigłowców, oraz Mk III przenoszony przez samoloty myśliwskie i patrolowe wprowadzona do uzbrojenia w 1990. Do przenoszenia pocisków Penguin przystosowano śmigłowce Bell 412, SH-2 Seasprite, UH-60 Black Hawk, SH-60 Seahawk i Lynx. Do przenoszenia Penguina Mk III przystosowano do tej pory tylko jeden samolot F-16 Fighting Falcon.